# الخربة (يهر)

تعديل مصدري - تعديل

الخربة هي إحدى قرى عزلة يهر بمديرية يهر التابعة لمحافظة لحج، بلغ تعداد سكانها 26 نسمة حسب تعداد اليمن لعام 2004.